# Мела (санскрит)
Мела (Mela, санскр. मेला) — термин, означает «собрание», «встреча» или ярмарка. В Индостане используется для обозначения различного рода и масштаба собраний, которые могут носить религиозный, коммерческий, культурный или спортивный характер. В сельской традиции собраний Мела большое значение играли пища и базары. Этот обычай представители южно-азиатской диаспоры «экспортировали» с собой в другие страны, где сложились постоянные культурно-национальные сообщества.
Холи Мела (Holi Mela) — это фестиваль в честь праздника Холи, иначе называемого Фестиваль Красок.
Холи Мела является традиционным форматом празднования Холи для выходцев из Индии, живущих за границей. Фестивали Холи призваны привнести основные ценности праздника (радость общения, новых встреч и дружбы) в новое для индийцев сообщество. Традиционными для Холи Мела является буфет со сладостями и индийскими блюдами, музыкальная программа, выступление танцоров с традиционными индийскими танцами, ярмарка индийской одежды, ремеслянных изделий, украшений и игрушек. Праздник сопровождается традиционным осыпанием участников цветными порошками, изготовленными из натуральных компонентов нима (маргозы), кумкума, билвы и других аюрведических растений.